# Vince McMahon
Vincent Kennedy "Vince" McMahon, född 24 augusti 1945 i Pinehurst, North Carolina, är före detta CEO och styrelseordförande för World Wrestling Entertainment (WWE), och tidigare fribrottare.

## Biografi
1982 tog Vince och hans fru Linda över WWF (World Wrestling Federation) efter hans far, Vincent J. McMahon, och Vince transformerade företaget till ett nationsövergripande fribrottningsförbund. Därmed bröt han med de gamla traditionerna om territorie-baserade förbund. Detta var en stor risk, och inte minst med första Wrestlemania, 31 mars 1985, tvivlade många på att hans chansning skulle slå väl ut. Men riskerna han tog ledde till otrolig framgång för WWF, som mer eller mindre fick monopol på den amerikanska fribrottnings-marknaden. 
På 90-talet utmanades WWE av förbundet WCW, och dess program "Monday Nitro". Under andra halvan av 90-talet pågick vad som blev känt som "The Monday Night Wars", då både Nitro, och WWF:s flaggskepp "Monday Night Raw" visades samtidigt på olika kanaler. 
Den 23 mars 2001 köpte Vince MacMahon WCW och eliminerade därmed konkurrensen. Sedan dess har WWF/WWE återigen varit den största federationen på marknaden.
I maj 2002 förbjöds företaget att använda förkortningen "WWF" på grund av en tvist med World Wildlife Found. Trots att ett namnbyte inte var påtvingat, genomfördes det, och företaget blev "World Wrestling Entertainment" (WWE).
Den 22 juli 2022 meddelade Vince på Twitter att han har gått i pension och lämnar WWE till hans dotter, Stephanie McMahon, samt Nick Khan.
Vince har under hela sin karriär haft en betydande roll även framför kameran på showerna. Han har bland annat varit General Manager för RAW, och har i egenskap av företagets boss, haft en hel del dispyter i storyline, den kanske mest kända, mot "Stone Cold" Steve Austin. Han har även själv deltagit som fribrottare, och är tvåfaldig världsmästare, såväl som vinnare av en Royal Rumble.
Den amerikanska ekonomitidskriften Forbes rankade McMahon till att vara världens 1 622:a rikaste med en förmögenhet på 1,7 miljarder amerikanska dollar för den 23 november 2020.